# Паменцин (Любуське воєводство)
Паменцин (пол. Pamięcin, нім. Frauendorf) — село в Польщі, у гміні Ґужиця Слубицького повіту Любуського воєводства.
Населення — 479 осіб (2011).
У 1975-1998 роках село належало до Гожовського воєводства.

## Демографія
Демографічна структура станом на 31 березня 2011 року:
|          | Загалом | Допрацездатний вік | Працездатний вік | Постпрацездатний вік |
| -------- | ------- | ------------------ | ---------------- | -------------------- |
| Чоловіки | 240     | 62                 | 158              | 20                   |
| Жінки    | 239     | 48                 | 145              | 46                   |
| Разом    | 479     | 110                | 303              | 66                   |